# Krasivske, Krîvîi Rih
Krasivske (în ucraineană Красівське) este localitatea de reședință a comunei Krasine din raionul Krîvîi Rih, regiunea Dnipropetrovsk, Ucraina.

## Demografie
Componența lingvistică a localității Krasivske
     Ucraineană (95,17%)
     Rusă (3,56%)
     Alte limbi (0,18%)
Conform recensământului din 2001, majoritatea populației localității Krasivske era vorbitoare de ucraineană (95,17%), existând în minoritate și vorbitori de rusă (3,56%).